# إيلولو (أكد)
إيلولو حسب قائمة الملوك السومريين هو أحد الحكام الأربعة الذين تنافسوا على حكم الامبراطورية الأكدية خلال فترة الثلاث سنوات التي أعقبت وفاة الملك شار كالي شاري.